# Andréanne Morin
Andréanne Morin (* 9. August 1981 in Québec (Stadt)) ist eine kanadische Ruderin.
Die 1,78 Meter große Morin rudert für den Montreal RC und hat einen Abschluss der Princeton University. 
Sie war 1998 Vierte der Junioren-Weltmeisterschaften im Vierer ohne Steuerfrau und 1999 Fünfte im Zweier ohne Steuerfrau. 2002 gewann sie die Bronzemedaille im Vierer ohne bei der U23-Weltregatta. Ihre Erfolge im Erwachsenenbereich erreichte sie im kanadischen Achter, mit dem sie 2004 Siebte, 2008 Vierte und 2012 Zweite bei den Olympischen Spielen war. 2012 erruderte Morin mit dem Achter in München ihren einzigen Weltcupsieg.

## Endkampfplatzierungen
(OS=Olympische Spiele, WM=Weltmeisterschaften)
- WM 2003: 3. Platz im Achter (Jacqui Cook, Karen Clark, Rachel Dunnet, Andréanne Morin, Darcy Marquardt, Pauline van Roessel, Roslyn McLeod, Buffy-Lynne Williams und Steuerfrau Sarah Pape)
- WM 2006: 5. Platz im Achter (Sarah Bonikowsky, Sabrina Kolker, Heather Mandoli, Andréanne Morin, Romina Stefancic, Kaylan Vander Schilden, Katie Reynolds, Ashley Brzozowicz und Steuerfrau Lesley Thompson)
- OS 2008: 4. Platz im Achter (Heather Mandoli, Andréanne Morin, Sarah Bonikowsky, Ashley Brzozowicz, Romina Stefancic, Buffy-Lynne Williams, Darcy Marquardt, Jane Thornton und Lesley Thompson)
- WM 2010: 2. Platz im Achter (Emma Darling, Cristy Nurse, Janine Hanson, Rachelle De Jong, Krista Guloien, Ashley Brzozowicz, Darcy Marquardt, Andréanne Morin und Lesley Thompson)
- WM 2010: 5. Platz im Zweier ohne Steuerfrau (Krista Guloien, Andréanne Morin)
- WM 2011: 2. Platz im Achter (Janine Hanson, Rachelle Viinberg, Natalie Mastracci, Cristy Nurse, Krista Guloien, Ashley Brzozowicz, Darcy Marquardt, Andréanne Morin und Lesley Thompson)
- OS 2012: 2. Platz im Achter (Janine Hanson, Rachelle Viinberg, Krista Guloien, Lauren Wilkinson, Natalie Mastracci, Ashley Brzozowicz, Darcy Marquardt, Andréanne Morin und Lesley Thompson)